# Ассу-Экотто, Бенуа
Бенуа́ Пье́р Дави́д Ассу́-Экотто́ (фр. Benoît Pierre David Assou-Ekotto; 24 марта 1984, Аррас, Франция) — камерунский футболист, защитник. Выступал за национальную сборную Камеруна, участник чемпионатов мира 2010 и 2014 годов.

## Клубная карьера
Бенуа Ассу-Экотто является воспитанником футбольной школы французского клуба «Ланс», куда он пришёл в 10 лет, и где также обучался его старший брат Матье. В сезоне 2003/04 Бенуа был переведён в первую команду «Ланса» и дебютировал в чемпионате Франции. В следующем сезоне он стал основным левым защитником клуба. Всего за «Ланс» Бенуа сыграл 73 матча (66 — в чемпионате Франции) и после трёх лет в команде считался одним из самых перспективных крайних защитников в Европе.
После окончания сезона 2005/06 молодым защитником заинтересовались английские клубы: «Тоттенхэм Хотспур» и «Ливерпуль», в итоге в начале июня 2006 года Ассу-Экотто перешёл в «Тоттенхэм». Стоимость трансфера предположительно составила 3,5 миллиона фунтов стерлингов. Свой первый сезон в Англии он начал в основном составе, вытеснив оттуда корейца Ли Ён Пхё, и сыграл в 24-х играх в различных турнирах, пока в феврале 2007 года не получил тяжёлую травму колена, из-за которой выбыл из строя до конца сезона.
Как вы думаете, зачем я приехал в Англию, где никого не знаю, не говорю по-английски? Я приехал сюда работать. Жизнь футболиста коротка – всего 10-15. лет. Я не говорю, что ненавижу футбол. Но и своей страстью его назвать не могу. Это просто работа. И я не понимаю, зачем все несут всякую ересь. Президент моего бывшего клуба «Ланса» обвинил меня в том, что я уехал в Англию ради денег, и мне плевать на клубные цвета. На что я ответил ему: «Вы знаете хоть одного игрока в мире, который подписывает контракт с клубом и говорит: «О, мне нравится ваша футболка! Она красная, это так важно для меня!». Да всем плевать. Главное, о чём думают футболисты, – деньги»
В начале сезона 2007/08 Ассу-Экотто провёл за «Тоттенхэм» два матча, но из-за рецидива травмы пропустил все оставшиеся матчи сезона. В октябре 2008 года после прихода на тренерский пост «Тоттенхэма» Гарри Реднаппа Бенуа публично выразил желание вернуться во Францию и выступать за «Пари Сен-Жермен», но, получив больше игровой практики, передумал. В сезоне 2008/09 Бенуа хорошо проявил себя, сыграл в 36-ти матчах за «Тоттенхэм», был удостоен похвалы от руководства команды и болельщиков, которые признали его самым прогрессирующим игроком команды в сезоне.
В матче первого тура Премьер-лиги 2009/10 Ассу-Экотто забил первый гол в своей карьере, который принёс победу над «Ливерпулем» со счётом 2:1. 19 августа 2009 года он подписал новый контракт с «Тоттенхэмом» до 2013 года.
2 сентября 2013 года Ассу-Экотто перешёл в «Куинз Парк Рейнджерс» на правах аренды. Его дебют состоялся 18 сентября в матче против «Брайтон энд Хоув Альбион», в котором он вышел на замену вместо Недума Онуохи. 2 февраля 2015 года по обоюдному согласию сторон Ассу-Экотто расторг контракт с «Тоттенхэмом», за который в официальных матчах не играл с мая 2013 года.

## Карьера в сборной
Хотя Бенуа родился во Франции, его отец — уроженец Камеруна, что дало ему право выступать за сборную этой страны. 11 февраля 2009 года Ассу-Экотто дебютировал в составе национальной сборной Камеруна в товарищеском матче со сборной Гвинеи.
В матче чемпионата мира 2014 против сборной Хорватии между игроками камерунской сборной, Ассу-Экотто и Бенжамином Муканджо произошла стычка прямо на футбольном поле. Ассу-Экотто боднул Муканджо головой, а тот в ответ отмахнулся от партнёра рукой. Их разнял нападающий Пьер Вебо. Тренер камерунской сборной Фолькер Финке назвал поведение его подопечных отвратительным. Арбитр матча Педру Проэнса оставил этот эпизод без внимания. К этому моменту камерунцы уже проигрывали со счетом 0:4 и играли в меньшинстве. В итоге Камерун занял последнее место в группе, проиграв все три матча, пропустив девять голов и забив лишь один.

## Статистика по сезонам
| Сезон   | Клуб                 | Матчи | Голы |
| ------- | -------------------- | ----- | ---- |
| 2003/04 | Ланс                 | 3     | 0    |
| 2004/05 | Ланс                 | 29    | 0    |
| 2005/06 | Ланс                 | 34    | 0    |
| 2006/07 | Тоттенхэм Хотспур    | 16    | 0    |
| 2007/08 | Тоттенхэм Хотспур    | 1     | 0    |
| 2008/09 | Тоттенхэм Хотспур    | 29    | 0    |
| 2009/10 | Тоттенхэм Хотспур    | 30    | 1    |
| 2010/11 | Тоттенхэм Хотспур    | 30    | 0    |
| 2011/12 | Тоттенхэм Хотспур    | 34    | 2    |
| 2012/13 | Тоттенхэм Хотспур    | 15    | 1    |
| 2013/14 | Куинз Парк Рейнджерс | 31    | 0    |